# Paradise Lost (digt)
 For alternative betydninger, se Paradise Lost. (Se også artikler, som begynder med Paradise Lost)
 Der er for få eller ingen kildehenvisninger i denne artikel, hvilket er et problem. Du kan hjælpe ved at angive troværdige kilder til de påstande, som fremføres i artiklen.

Paradise Lost (dansk: Det tabte Paradis) er et blankversdigt fra 1667 af John Milton og et af verdenslitteraturens episke hovedværker.
Digtet er i 12 bøger (førsteudgaven har ti) og låner fra og henviser til en lang række klassiske digterværker som Homer, Vergil, Spenser, skabelsesberetningen og syndefaldet.
Satans fald og fordrivelse fra himmelen beskrives i 5. og 6. bog.
Digtet følger den bibelske skabelsesberetning ret nøje, men Kristus er menneskets milde dommer, og Milton lader Adam indse konsekvensen af smagen af den forbudte frugt, drevet af sin kærlighed til Eva og ønsket om at dele skæbne med hende.
Digtet slutter med uddrivelsen fra Paradiset.
Digtets forsættelse er Paradise Regained fra 1671 og skildrer Jesus, der fristes af Satan.
Oversat til dansk ved I. H. Schønheyder, 1790 og Uffe Birkedal, 1905.

## Eksterne links
- http://www.paradiselost.org/ Arkiveret 16. april 2010 hos  Wayback Machine
- http://dore.artpassions.net/ Arkiveret 1. januar 2018 hos  Wayback Machine